# Real Colégio de São Paulo
O Real Colégio de São Paulo de Coimbra foi uma instituição de ensino portuguesa, localizada na cidade de Coimbra, que existiu entre 1549 e 1834. O colégio era masculino e pertencia à Ordem dos Eremitas de São Paulo, fazendo parte da Universidade de Coimbra desde 1562, da qual dependia quanto à confirmação da eleição do seu reitor, aprovação de contas, concessão de financiamento e dotação patrimonial, etc.
O edifício onde esteve instalado começou a ser construído em 1549, mas só viria a ser inaugurado em 2 de maio de 1563, apesar de já receber colegiais desde 1558.

## História
O Real Colégio de São Paulo de Coimbra foi fundado por D. João III em 1549, sendo então reitor da Universidade de Coimbra Frei Diogo de Murça. Para a sua construção foram-lhe destinadas umas casas arruinadas onde haviam estado instalados os Estudos Velhos da Universidade de Coimbra, e que o rei mandou reconstruir. A sua construção teve início e, por volta de 1558, o colégio recebeu os seus primeiros colegiais, nomeados por El-rei.
O edifício localizava-se na Rua Larga, para onde tinha a sua fachada principal, virada a Norte. Apresentava ainda outra fachada para o lado sul, na Rua do Guedes, outra virada a poente, na Rua do Borralho, partindo a nascente com casas do mesmo colégio. Compunha-se de lojas, sobrelojas, despensa, uma pequena cavalariça e um pátio com serventia para a Rua do Guedes. No primeiro pavimento existia uma capela, com acesso pelo interior do edifício, um dos dormitórios, quatro celas, casa da livraria, refeitório, e cozinha com uma pequena despensa, com águas furtadas no segundo pavimento.
Para a subsistência do Colégio foram-lhe atribuídas as rendas da Igreja de São Mamede de Vale de Remígio, e as dos réditos da Capela de Almoster, pertença da Universidade. Para que o Colégio pudesse ter acesso a estes rendimentos houve que incorpora-lo na Universidade, o que sucedeu por alvará de 23 de Outubro de 1562 de D. Catarina, regente do Reino, passando assim o Colégio a usufruir dos mesmos privilégios desta instituição. nesse mesmo ano, o colégio foi ocupado pelos monges de São Jerónimo, que aí permaneceram até 1572 ou 1573.
O grande terramoto de 1755 deixou o edifício do colégio muito danificado, tornando-o inabitável. O edifício foi reconstruído segundo projecto dos arquitectos italianos Azzolini e Jamozi, que então se encontravam em Portugal para a criação do Seminário Episcopal de Coimbra, a pedido do Bispo Conde D. Miguel da Anunciação.
O Real Colégio de São Paulo foi extinto no ano de 1834, aquando da extinção das ordens religiosas, sendo entregue à Universidade dois anos depois, por Portaria de 27 de Outubro de 1836. Passou então a servir para acomodar a Associação de Cultura Literária e Dramática e Recreativa, constituída por professores e estudantes da Universidade, e o Teatro Académico. Em 1888 o edifício foi arrasado, nascendo no mesmo lugar o novo Teatro Académico. Na década de 1920 encontravam-se aí alojados além do Teatro Académico, a Associação Académica e a Faculdade de Letras, acabando esta última por ficar com a posse de todo o edifício. No final da primeira metade do século XX, com a reformulação do ensino e dos edifícios universitários, nada restou do Real Colégio de S. Paulo, sendo construídos no seu lugar a Biblioteca Geral e o Arquivo da Universidade de Coimbra, inaugurados a 16 de Outubro de 1948.